# Roderik
Roderik (Spaans Rodrigo, overleden tussen 19 en 26 juli 711) was de laatste koning van de Visigoten in Spanje. De laatste visigotische koningen zouden na hem vanuit Narbonne regeren. Hij regeerde van 710 tot 711. Over hem circuleren legendes die door de eeuwen verwerkt zijn in literatuur en muziek.

## Biografie
Hij werd in 710 na het overlijden van koning Wittiza door de raad van edelen en prelaten gekozen als troonopvolger, ten nadele van de destijds zeer jonge Achila II, zoon van de overleden koning. Deze keuze verdeelde het rijk in twee kampen waarbij het niet duidelijk is of er ooit een rechtstreekse confrontatie is geweest tussen de twee. 
Roderik werd in 711 tijdens de Slag bij Guadalete verslagen door moslimtroepen, die onder aanvoering van Tariq ibn Zijad vanuit Noord-Afrika Spanje waren binnengevallen, en verdronk in de rivier de Guadalete. Na deze nederlaag was het Visigotische Rijk ernstig verzwakt, waardoor men Roderik vaak als laatste Visigotische koning beschouwt. Achila II was naar Narbonne gevlucht en zou daar van 711 tot 715 regeren. Zijn broer Ardo zou van 715 tot 721 vanuit Narbonne nog slechts over het deel van het rijk ten noorden van de Pyreneeën regeren. 
Het rijk hield in 725 formeel op te bestaan toen wat er nog van restte en nog niet door de moslims was veroverd door Odo van Aquitanië en Vasconië (Gascogne) werd overgenomen. Vanuit Vasconië zou zich het koninkrijk Navarra ontwikkelen.
Pelayo (685-737) richtte vanaf 718 het koninkrijk Asturië op van waaruit hij de Reconquista startte en de moslim invasie tot zijn dood zou bestrijden.

## Legende en literatuur
Volgens een legende die eeuwenlang als een historisch feit werd beschouwd, zou Roderik de dochter van graaf Julianus, genaamd Florinda la Cava, hebben verleid of verkracht. Dit verhaal heeft veel schrijvers en componisten geïnspireerd.
Roderik komt voor in Duizend-en-een-Nacht (Nachten 272 en 273). In het verhaal opent hij in zijn kasteel een mysterieuze deur die door de vorige koningen was gesloten en verzegeld. Hij ontdekt in de kamer schilderijen van moslimsoldaten en een briefje waarop staat dat de stad Toledo ten prooi zal vallen aan de soldaten op de schilderijen als de kamer ooit wordt geopend. Dit valt samen met de val van Toledo in 711..
Roderik is een centrale figuur in de tragedie All's Lost by Lust van de Engelse toneelschrijver William Rowley, waarin hij wordt geportretteerd als een verkrachter die door graaf Julian en de Moren wordt overmeesterd.
Ook de Schotse schrijver Walter Scott en de Engelse schrijvers Walter Savage Landor en Robert Southey  verwerkten de legenden: Scott in "The Vision of Don Roderick" (1811),  Landor in zijn tragedie Count Julian (1812), en Southey in "Roderick the Last of the Goths" (1814).
De Amerikaanse schrijver Washington Irving hervertelde de legenden in zijn "Legends of the Conquest of Spain" (1835).
Roderik is het onderwerp geweest van twee opera's: Rodrigo van Georg Friederich Händel en Don Rodrigo van Alberto Ginastera.
Roderik komt voor als een minder belangrijk personage in de eerste helft van de roman Eurico, o Presbítero ("Euric, de Presbyter", 1844) van de Portugese vroeg-romantische schrijver Alexandre Herculano.
Het verhaal van Roderik wordt verteld in de Britse West End musical La Cava (2000).